# 鄧迪 (密西西比州)
鄧迪（英語：Dundee）是位於美國密西西比州蒂尼卡縣的普查規定居民點。

## 歷史
鄧迪的郵局自1891年營運至今。

## 人口
根據2020年美國人口普查的數據，鄧迪的面積為5.23平方千米，當中陸地面積為5.20平方千米，而水域面積為0.03平方千米。當地共有人口73人，而人口密度為每平方千米13.96人。